# Sonata per pianoforte n. 6 (Skrjabin)
La Sonata per pianoforte n. 6, Op. 62, di Aleksandr Nikolaevič Skrjabin fu composta nel 1911. Sebbene si chiamasse sesta sonata, il pezzo fu preceduto dalla Sonata n. 7.  Essendo una delle ultime sonate per pianoforte della carriera di Skrjabin, la musica consiste in un singolo movimento ed è pressoché atonale. Skrjabin secondo quanto riferito non eseguì mai la sonata in pubblico, perché temeva la sua oscurità.

## Struttura e contenuto
Il pezzo consiste di un singolo movimento, in genere della durata di circa 11-12 minuti, ed è contrassegnato come segue:
1. Modéré: mystérieux, concentré

L'umore dell'opera è annotato dal compositore "mystérieux", ma i più sorprendenti sono gli improvvisi momenti di orrore che interrompono la sua atmosfera onirica, esplicitamente contrassegnata "l'épouvante surgit" (impeto del terrore) da Skrjabin. I passaggi finali sono colorati e languidi, come un elaborato preludio di Debussy, ma alla fine vengono liberate forze più oscure. L'accordo di Elettra di Richard Strauss è presente nella sonata, conferendole una qualità da incubo che l'accordo mistico di Skrjabin non poteva offrire da solo.
Secondo il biografo di Skrjabin, Faubion Bowers, “La sesta sonata è una stella inferiore. Il suo aspetto oscuro e malvagio abbraccia l'orrore, il terrore e l'onnipresente Sconosciuto". "Solo la mia musica esprime l'inesprimibile", si vantava Skrjabin, e chiamava le dolci e aspre armonie della Sesta, "da incubo... fuligginose... tenebrose... oscure e nascoste... impure... maliziose". Quando suonava alcuni brani per gli amici, fissava in lontananza il piano, come se guardasse l'effluvio sollevarsi dal pavimento e dalle pareti intorno a lui. Sembrava spaventato e talvolta rabbrividiva.”
È uno dei pochi brani che Skrjabin non ha mai suonato in pubblico, perché pensava che fosse "da incubo, oscura, impura e maliziosa". Spesso iniziava a tremare dopo aver suonato alcune battute per altre persone.